# PAN/Norstedts
PAN/Norstedts är en bokserie som lanserades 1967 av Norstedts. Böckerna utgavs i pocketformat, och i serien ingick både skönlitteratur och facklitteratur.

## Lista över böcker utgivna av PAN/Norstedts (ej komplett)
| Titel | Författare                                   | Utgivningsår |
| --- | -------------------------------------------- | ------------ |
| Barnen i Sydstaterna                                                                                             | Margaret Anderson                            | 1967         |
| Dirigentens konst: En musikantologi                                                                              | Carl Bamberger (red.)                        | 1967         |
| En tid i Rom | Elizabeth Bowen                              | 1967         |
| Fahrenheit 451                                                                                                   | Ray Bradbury                                 | 1967         |
| Talleyrand | Duff Cooper                                  | 1967         |
| Alexandriakvartetten: Justine                                                                                    | Lawrence Durrell                             | 1967         |
| Alexandriakvartetten: Balthazar                                                                                  | Lawrence Durrell                             | 1967         |
| Alexandriakvartetten: Mountolive                                                                                 | Lawrence Durrell                             | 1967         |
| Alexandriakvartetten: Clea                                                                                       | Lawrence Durrell                             | 1967         |
| Vittne i Vietnam                                                                                                 | Bernard B. Fall                              | 1967         |
| Drottning Gåsfot                                                                                                 | Anatole France                               | 1967         |
| Fåglar och fågelsång                                                                                             | Lord Grey                                    | 1967         |
| Gustav III | Beth Hennings                                | 1967         |
| Kommendant i Auschwitz                                                                                           | Rudolf Höss                                  | 1967         |
| Blodsbröllop; Yerma; Bernardas hus                                                                               | Federico García Lorca                        | 1967         |
| Media: Människans utbyggnader                                                                                    | Marshall McLuhan                             | 1967         |
| I urval av Sture Källberg                                                                                        | Ho Chi Minh                                  | 1967         |
| Gåva från havet                                                                                                  | Anne Morrow Lindbergh                        | 1967         |
| Marxismens världsbild                                                                                            | Arnold Ljungdal                              | 1967         |
| Rapport från kinesisk by                                                                                         | Jan Myrdal                                   | 1967         |
| Samtida | Jan Myrdal                                   | 1967         |
| Neuros och neurosterapi                                                                                          | Gunnar Nycander                              | 1967         |
| Själens furir och andra dikter                                                                                   | Göran Palm                                   | 1967         |
| Företagsdemokrati och företagsorganisation                                                                       | Eric Rhenman                                 | 1967         |
| Översten | Pär Rådström                                 | 1967         |
| Ingenjör Andrées luftfärd                                                                                        | Per Olof Sundman                             | 1967         |
| Kina år 2001 | Han Suyin                                    | 1967         |
| Om tjänarens liv                                                                                                 | Bengt Söderbergh                             | 1967         |
| Från idéer till idyll: Den lyckliga demokratien                                                                  | Herbert Tingsten                             | 1967         |
| Dagbok med Fahrenheit 451                                                                                        | François Truffaut                            | 1967         |
| Hövdingen | Per Wahlöö                                   | 1967         |
| Minnen från Hecate County                                                                                        | Edmund Wilson                                | 1967         |
| Blow up | Michelangelo Antonioni                       | 1968         |
| Skenbilden: Vad som hänt med drömmen om Amerika                                                                  | Daniel J. Boorstin                           | 1968         |
| Den illustrerade mannen                                                                                          | Ray Bradbury                                 | 1968         |
| Oktoberlandet | Ray Bradbury                                 | 1968         |
| Fred eller förintelse                                                                                            | Nigel Calder                                 | 1968         |
| Spillran av ett moln                                                                                             | Rolf Edberg                                  | 1968         |
| Sucksdorff – främlingen i hemmaskogen                                                                            | Mauritz Edström                              | 1968         |
| Guerrilla: En antologi                                                                                           | Anders Ehnmark (red.)                        | 1968         |
| Hess | Per Olov Enquist                             | 1968         |
| Politiska brottstycken                                                                                           | Hans Magnus Enzensberger                     | 1968         |
| Studenterna och makten: En antologi                                                                              | Hans Magnus Enzensberger (red.)              | 1968         |
| Tjechov | Kurt Friedlaender                            | 1968         |
| Den egentliga berättelsen om herr Arenander                                                                      | Lars Gustafsson                              | 1968         |
| Herodotos historia del 1                                                                                         | Herodotos                                    | 1968         |
| Herodotos historia del 2                                                                                         | Herodotos                                    | 1968         |
| Dö för Hitler?: Film i Tredje riket                                                                              | Erwin Leiser                                 | 1968         |
| Babbitt | Sinclair Lewis                               | 1968         |
| Wagner och vår tid: Essäer, betraktelser, brev                                                                   | Thomas Mann                                  | 1968         |
| Skriftställning                                                                                                  | Jan Myrdal                                   | 1968         |
| Två folkhemsromaner: Jubelvår och Badrumskranen                                                                  | Jan Myrdal                                   | 1968         |
| En orättvis betraktelse                                                                                          | Göran Palm                                   | 1968         |
| Indoktrineringen i Sverige                                                                                       | Göran Palm                                   | 1968         |
| Vietnams två världar                                                                                             | Michèle Ray                                  | 1968         |
| Berättelsen om O                                                                                                 | Pauline Réage                                | 1968         |
| I press och radio                                                                                                | Pär Rådström                                 | 1968         |
| Död bland de döda                                                                                                | H.-K. Rönblom                                | 1968         |
| Svarta palmkronor                                                                                                | Peder Sjögren                                | 1968         |
| Lektorn | Vilgot Sjöman                                | 1968         |
| Resa till Hanoi                                                                                                  | Susan Sontag                                 | 1968         |
| Ordet i min makt: Läsebok för underklassen sammanställd av Jan Myrdal                                            | August Strindberg                            | 1968         |
| Rapport från amerikansk stad: Chicago                                                                            | Studs Terkel                                 | 1968         |
| När Churchill grep makten                                                                                        | Herbert Tingsten                             | 1968         |
| Hitchcock om Hitchcock                                                                                           | François Truffaut                            | 1968         |
| Sovjetprotest: Den nya ryska oppositionen i dokument                                                             | Lars Erik Blomqvist, Magnus Ljunggren (red.) | 1969         |
| Solens gyllene äpplen                                                                                            | Ray Bradbury                                 | 1969         |
| Den tomma spelplatsen                                                                                            | Peter Brook                                  | 1969         |
| Människan och språket                                                                                            | Noam Chomsky                                 | 1969         |
| Musiken i dikten: En antologi                                                                                    | Carl Fehrman (red.)                          | 1969         |
| Palestinas historia                                                                                              | Lorand Gaspar                                | 1969         |
| Bach | Karl Geiringer                               | 1969         |
| Serier och serietecknare                                                                                         | Sture Hegerfors                              | 1969         |
| Att dö | John Hinton                                  | 1969         |
| Rapport från Neustadt, DDR: En exempelsamling                                                                    | Hans Axel Holm                               | 1969         |
| Upplevelse – beteende                                                                                            | R.D. Laing                                   | 1969         |
| Brevställning | Groucho Marx                                 | 1969         |
| Den nya musiken och dess ursprung                                                                                | Wilfrid Mellers                              | 1969         |
| Den nakna apan                                                                                                   | Desmond Morris                               | 1969         |
| Skriftställning 2                                                                                                | Jan Myrdal                                   | 1969         |
| Vad kan man göra?                                                                                                | Göran Palm                                   | 1969         |
| Skit i traditionerna                                                                                             | Leif Panduro                                 | 1969         |
| Konst och antikonst                                                                                              | Susan Sontag                                 | 1969         |
| Tontinen | R.L. Stevenson, Lloyd Osbourne               | 1969         |
| Att uppleva dramatik                                                                                             | J.L. Styan                                   | 1969         |
| Den dubbla spiralen                                                                                              | James D. Watson                              | 1969         |
| Marxistiska litteraturanalyser                                                                                   | Kurt Aspelin (red.)                          | 1970         |
| Litteratörer och militärer                                                                                       | Frans G. Bengtsson                           | 1970         |
| Det eviga regnets dag                                                                                            | Ray Bradbury                                 | 1970         |
| Invasion på Mars                                                                                                 | Ray Bradbury                                 | 1970         |
| Grönköping: Liv och leverne 1970                                                                                 | Erik Brandt (red.)                           | 1970         |
| Svenska litteraturkritiker: Metoder, teorier, värderingar                                                        | Birger Christofferson                        | 1970         |
| Älsklingsleken                                                                                                   | Leonard Cohen                                | 1970         |
| Samtal med Stravinskij 1                                                                                         | Robert Craft, Igor Stravinskij               | 1970         |
| Samtal med Stravinskij 2                                                                                         | Robert Craft, Igor Stravinskij               | 1970         |
| Förhöret i Havanna: Självporträtt av kontrarevolutionen 1961                                                     | Hans Magnus Enzensberger                     | 1970         |
| Söndag med Struve: Politisk dagbok under fem år                                                                  | Gunnar Fredriksson, Dieter Strand            | 1970         |
| Konsten och livet: Valda essayer                                                                                 | Roger Fry                                    | 1970         |
| Den stillsamme amerikanen                                                                                        | Graham Greene                                | 1970         |
| Utsugningen av den tredje världen                                                                                | Pierre Jalée                                 | 1970         |
| Albansk utmaning                                                                                                 | Gun Kessle, Jan Myrdal                       | 1970         |
| Kina: Revolutionen går vidare                                                                                    | Gun Kessle, Jan Myrdal                       | 1970         |
| Marx och Engels till vardags                                                                                     | Sture Källberg (red.)                        | 1970         |
| Inte bara Song My: Amerikaner om kriget i Vietnam                                                                | Mark Lane                                    | 1970         |
| Moraliteter och Garderingar                                                                                      | Jan Myrdal                                   | 1970         |
| Samtal i Hollywood                                                                                               | Nils Petter Sundgren                         | 1970         |
| Arbetarna lämnar fabriken: Filmindustrin blir folkrörelse                                                        | Carl Henrik Svenstedt                        | 1970         |
| Uppdraget | Per Wahlöö                                   | 1970         |
| Den svenska filmens historia: En översikt                                                                        | Gösta Werner                                 | 1970         |
| Glädjens mekanismer                                                                                              | Ray Bradbury                                 | 1971         |
| Oktoberfolket | Ray Bradbury                                 | 1971         |
| Sköna förlorare                                                                                                  | Leonard Cohen                                | 1971         |
| Custer dog för era synder                                                                                        | Vine Deloria Jr.                             | 1971         |
| Lenins ungdom | Isaac Deutscher                              | 1971         |
| Filmpåverkan | Leif Furhammar                               | 1971         |
| Nordirland: Från korståg till klasskamp                                                                          | Ulf Gudmundson                               | 1971         |
| Om kriget kommer: En dokumentär roman                                                                            | Jan Guillou                                  | 1971         |
| Säl | Bertil Haglund                               | 1971         |
| Ibn Khaldoun: Början på den tredje världens historia                                                             | Yves Lacoste                                 | 1971         |
| Ur Tysklands historia under två århundraden                                                                      | Golo Mann                                    | 1971         |
| Det mänskliga menageriet                                                                                         | Desmond Morris                               | 1971         |
| Resa i Afghanistan                                                                                               | Jan Myrdal                                   | 1971         |
| Skriftställning 3                                                                                                | Jan Myrdal                                   | 1971         |
| Gudfadern | Mario Puzo                                   | 1971         |
| Den sexuella revolutionen                                                                                        | Wilhelm Reich                                | 1971         |
| Slakthus 5 | Kurt Vonnegut                                | 1971         |
| 13 icke önskvärda reportage                                                                                      | Günter Wallraff                              | 1971         |
| Innevänstern: det ena ironiska reportaget; Mau-Mau som skön konst: det andra ironiska reportaget                 | Tom Wolfe                                    | 1971         |
| Pumphusgänget | Tom Wolfe                                    | 1971         |
| Frankrikes historia under sju decennier 1870–1940                                                                | Jean-Pierre Azéma, Michel Winock             | 1972         |
| Blommande vin | Ray Bradbury                                 | 1972         |
| Hus utan väktare                                                                                                 | Heinrich Böll                                | 1972         |
| Kunskap och frihet                                                                                               | Noam Chomsky                                 | 1972         |
| Dikter från ett rum                                                                                              | Leonard Cohen                                | 1972         |
| "Man bara anpassar sig helt enkelt!": En forskningsrapport om människor i Skärholmen                             | Hans Gordon, Peter Molin (red.)              | 1972         |
| Maskerat brott                                                                                                   | Olle Högstrand                               | 1972         |
| De sista breven                                                                                                  | George Jackson                               | 1972         |
| Turkmenistan | Jan Myrdal                                   | 1972         |
| 7 icke önskvärda industrireportage                                                                               | Günter Wallraff                              | 1972         |
| Den kalla vinden och den varma                                                                                   | Ray Bradbury                                 | 1973         |
| Ormen | Stig Dagerman                                | 1973         |
| Anarkins korta sommar: Buenaventura Durrutis liv och död                                                         | Hans Magnus Enzensberger                     | 1973         |
| Tro, sanning, sägen: Tre bidrag till en folkloristisk metodik                                                    | Bengt af Klintberg (red.)                    | 1973         |
| Civilisationens åtta dödssynder                                                                                  | Konrad Lorenz                                | 1973         |
| Att bli och vara                                                                                                 | Jan Myrdal                                   | 1973         |
| Skriftställning 4                                                                                                | Jan Myrdal                                   | 1973         |
| Rysk litteratur från Tjechov till Solsjenitsyn                                                                   | Nils Åke Nilsson                             | 1973         |
| En clown åt borgarna                                                                                             | Leif Panduro                                 | 1973         |
| Krossa stenåldern!: Utvecklingen på Nya Guinea                                                                   | Finn Rideland                                | 1973         |
| Den onödiga samtiden                                                                                             | Lars Gustafsson, Jan Myrdal                  | 1974         |
| Tribadernas natt                                                                                                 | Per Olov Enquist                             | 1975         |
| Världsdelar | Lars Gustafsson                              | 1975         |
| Strömkantringens år och andra essäer om den nya litteraturen                                                     | Karl Erik Lagerlöf                           | 1975         |
| Skriftställning 5                                                                                                | Jan Myrdal                                   | 1975         |
| Höstvind och djupa vatten                                                                                        | H.-K. Rönblom                                | 1975         |
| Lenz | Peter Schneider                              | 1975         |
| Gräshopporna | Nathanael West                               | 1975         |
| Invandrarproblem: Fem uppsatser om invandrar- och minoritetsproblem från IMFO-gruppen vid Stockholms universitet | –                                            | 1975         |
| Dans och lek och fagra ord: Folkvisestudier                                                                      | Gustaf Fredén                                | 1976         |
| Förberedelser till flykt                                                                                         | Lars Gustafsson                              | 1976         |
| Bildspråkets betydelser: Ett bidrag till filmteorins historia                                                    | Dag Nordmark                                 | 1976         |
| Sartre om Sartre                                                                                                 | Jean-Paul Sartre                             | 1976         |
| Tystnadens republik                                                                                              | Jean-Paul Sartre                             | 1976         |
| Mannen som gick upp i rök                                                                                        | Maj Sjöwall, Per Wahlöö                      | 1976         |
| Mannen på balkongen                                                                                              | Maj Sjöwall, Per Wahlöö                      | 1976         |
| Sirenerna på Titan                                                                                               | Kurt Vonnegut                                | 1976         |
| Kärleksbrev på blått papper                                                                                      | Arnold Wesker                                | 1976         |
| Det målade ordet                                                                                                 | Tom Wolfe                                    | 1976         |
| Teaterarbete: Texter för teori och praxis                                                                        | Kurt Aspelin (red.)                          | 1977         |
| Mausoleum: 37 ballader ur framstegets historia                                                                   | Hans Magnus Enzensberger                     | 1977         |
| Hemifrån | Irja Hiiva                                   | 1977         |
| Det slutna rummet                                                                                                | Maj Sjöwall, Per Wahlöö                      | 1977         |
| Filmstilar från Méliès till Truffaut: En antologi                                                                | Gösta Werner (red.)                          | 1977         |
| Utbildning och produktion                                                                                        | Anders Mathiesen                             | 1978         |
| Vägen till Jylland                                                                                               | Leif Panduro                                 | 1978         |
| Dagligt allehanda                                                                                                | Lars Ardelius                                | 1979         |
| Svävningar och Rök                                                                                               | Lars Ardelius                                | 1979         |
| Sekonden | Per Olov Enquist                             | 1979         |
| Kampuchea hösten 1979                                                                                            | Jan Myrdal                                   | 1979         |
| Paddys memoarer                                                                                                  | Lasse O'Månsson                              | 1979         |
| Vägval: Kritik och presentationer i urval av Inga-Lill Aspelin och Tomas Forser                                  | Kurt Aspelin                                 | 1980         |